# The Guardian (1713)
Die Zeitung The Guardian war eine kurzlebige Publikation, die 1713 in London erschien. Gegründet wurde der Guardian von Richard Steele. Wichtige Mitarbeiter waren Joseph Addison, Thomas Tickle und Ambrose Philips. Steele und Addison hatten zuvor schon beim Spectator und beim Tatler zusammengearbeitet. Alle diese Publikationen haben nichts mit den gleichnamigen, immer noch erscheinenden britischen Printorganen zu tun.